# Театрален колеж „Любен Гройс“
Театрален колеж „Любен Гройс“ е висше училище в София.

## История
През 1991 г. фирма „Уни“, с президент Веселин Бракалов, създава първото висше частно театрално училище, с ръководител проф. Елена Баева. През 1996 г. е учредена фондация „Любен Гройс“, с основна дейност театрален колеж. Президент на фондацията е проф. Баева, изпълнителен директор е Роберт Янакиев. От 2020 г. ректор е Стефан Серезлиев.
В България това е единственото висше училище, което подготвя студенти по „актьорско майсторство“ за 3 години (професионален бакалавър), а от 2023 г. е и единственото висше учебно заведение, което предлага подготовка за актьорско майсторство със специлизация „кино“. Сред преподавателите са Елена Баева, Надежда Сейкова, Цветана Манева, Илия Добрев, Иван Налбантов, Малин Кръстев, Герасим Георгиев-Геро, Лилия Маравиля, Митко Тодоров, Любомир Гърбев, Лилия Абаджиева, Калин Сърменов, Михаил Билалов, Теди Москов, Башар Рахал, Сабина Коен, Красимир Куцупаров, Георги Новаков и други.

## Основни дисциплини
- Актьорско майсторство
- Сценична реч
- Съвременни танцови техники
- Музикално обучение
- Основи на бойните изкуства
- Сценичен бой, Фехтовка
- Театър и литература
- Основи в историята на изобразителните изкуства
- Сценография грим, костюми

## Избираеми дисциплини
- Актьорски тренинг
- Музикална теория
- Ритмика
- Психология на личността и психотренинг
- Фолклор
- Чужд език
- Микрофонна техника, работа на актьора с микрофон за телевизия и кино
- Изкуство на актьора в киното
- Работа с логопед

## Випуски
- Випуск: 2013 ‎(14 випускници)
- Випуск: 2012 ‎(6)
- Випуск: 2011 ‎(10)
- Випуск: 2010 ‎(11)
- Випуск: 2009 ‎(17)
- Випуск: 2008 ‎(18)
- Випуск: 2007 ‎(14)
- Випуск: 2006 ‎(5)
- Випуск: 2005 ‎(14)
- Випуск: 2004 ‎(17)
- Випуск: 2003 ‎(20)
- Випуск: 2002 ‎(15)
- Випуск: 2001 ‎(15)
- Випуск: 2000 ‎(16)
- Випуск: 1999 ‎(10)
- Випуск: 1998 ‎(7)
- Випуск: 1997 ‎(13)
- Випуск: 1994 ‎(19)